# Hans Block

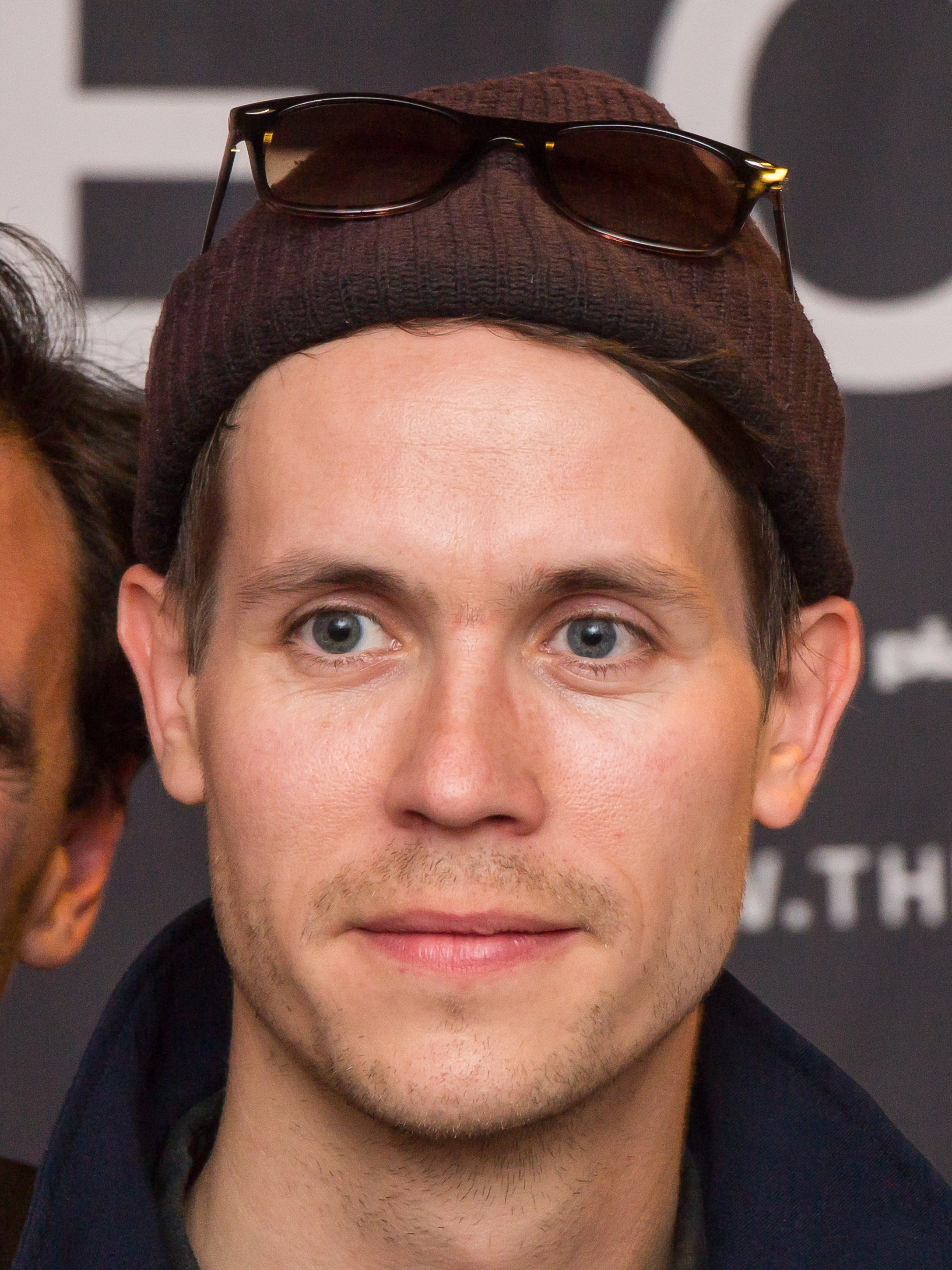
Hans Block auf der Premiere von The Cleaners – Im Schatten der Netzwelt

Hans Block (* 1985 in Berlin) ist ein deutscher Theater- und Filmregisseur, Musiker, sowie Hörspielautor und -regisseur.

## Leben und Wirken
Block studierte zunächst Musik mit dem Schwerpunkt Schlagzeug an der Universität der Künste Berlin und nahm ab dem Jahr 2010 ein Filmstudium mit dem Schwerpunkt Regie an der Hochschule für Schauspielkunst „Ernst Busch“ Berlin auf. Schon während seines Studiums realisierte er, unter anderem am bat-Studiotheater Berlin und am Maxim-Gorki-Theater Berlin, eigene Theaterproduktionen.
2014 wurde Block einer der Regisseure und Mitglied der Künstlerischen Leitung am Schauspiel Frankfurt und brachte dort unter anderem Mysterien – Unberechenbar werden nach dem Roman von Knut Hamsun und Aufzeichnungen aus dem Kellerloch nach dem Roman von Fjodor Dostojewski auf die Bühne. 2014 wurde das unter seiner Regie realisierte Hörspiel Don Don Don Quijote – Attackéee veröffentlicht, das im darauffolgenden Jahr beim internationalen Hörspielfestival Prix Marulić in Zagreb mit dem Hauptpreis ausgezeichnet wurde.
Ebenfalls im Jahr 2015 wurde Block Mitglied im Künstlerkollektiv Compagnie Laokoon, gemeinsam mit dem Laokoon-Mitglied Moritz Riesewieck realisierte Block die abendfüllende Dokumentation The Cleaners – Im Schatten der Netzwelt. Der Film feierte Anfang 2018 beim Sundance Film Festival Premiere und kam im Mai 2018 in die deutschen Kinos.
Im Oktober 2024 wurde Block Mitglied der Deutschen Filmakademie.

## Veröffentlichungen (Auswahl)

### Theatrografie
- 2011: Abschied von Gestern, bat Studiotheater Berlin (Regie)[2]
- 2012: Lisa Hrdina ist: Nicht Lisa Hrdina, Maxim-Gorki-Theater Berlin (Regie)
- 2013: Traurigkeit und Melancholie, Maxim-Gorki-Theater Berlin (Regie)
- 2014: Mysterien – Unberechenbar werden, Schauspiel Frankfurt (Regie)
- 2015: Aufzeichnungen aus dem Kellerloch, Schauspiel Frankfurt (Regie)
- 2015: Flankufuroto, Schauspiel Frankfurt (Regie)
- 2017: Nach Manila, Theater Dortmund (Musik und Komposition)[3]

### Filmografie
- 2018: The Cleaners – Im Schatten der Netzwelt (Dokumentation, Regie)
- 2024: Eternal You – Vom Ende der Endlichkeit (Dokumentarfilm, Regie und Drehbuch)

### Hörspiele
- 2008: Arthur Rimbaud: Discount – Toujours (Ergänzung eines Bildes) (Regie und Komposition) (Original-Hörspiel - 1 Live)
- 2014: Miguel de Cervantes: Don Don Don Quijote – Attackéee (Bearbeitung und Regie)(Hörspielbearbeitung - Deutschlandradio/Hochschule für Schauspielkunst „Ernst Busch“ Berlin)
- 2019: Tanja Sljivar: All Adventurous Women Do (Regie) (Original-Hörspiel - WDR)

## Auszeichnungen (Auswahl)
Prix Marulić 2015
- Preisträger in der Kategorie Hörspiel für Don Don Don Quijote – Atackéee[4]

Katholischer Medienpreis 2019
- Preisträger in der Kategorie Elektronische Medien für The Cleaners – Im Schatten der Netzwelt[5]

Grimme-Preis 2019
- Preisträger für den Publikumspreis der Marler Gruppe für The Cleaners – Im Schatten der Netzwelt[6]

Bayerischer Filmpreis 2024
- Auszeichnung mit dem Dokumentarfilmpreis (Eternal You – Vom Ende der Endlichkeit)